# Choroba marmurkowatej śledziony bażantów
Choroba marmurkowatej śledziony bażantów (MSD; marble spleen disease) – choroba wirusowa bażantów (Phasianus colchicus), również hodowlanych, wywoływana przez serotyp II adenowirusów.

## Występowanie
Pierwszy raz w Europie zdiagnozowano MSD we Włoszech w 1963, następnie w Wielkiej Brytanii w 1972 i we Francji w 1973. W Polsce opisana została po raz pierwszy w 1982, w kolejnych latach potwierdzano jej występowanie. Między 1963 a 1982 zaobserwowano epidemie MSD w kilku spośród stanów USA i w Kanadzie, choroba pojawiła się również w Australii. Choroba występuje u bażantów (Phasianus colchicus), zarówno hodowlanych, jak i dzikich.

## Etiologia
Choroba marmurkowatej śledziony bażantów wywoływana jest przez serotyp 2 adenowirusów (FAdV-2). Klasyfikowany jest on w grupie II adenowirusów wraz z wirusem wywołującym krwotoczne zapalenie jelit indyków oraz wirusem splenomegalii kurcząt. Do zarażenia dochodzi przez bezpośredni kontakt między ptakami.

## Przebieg i objawy choroby
Ptaki umierające na chorobę marmurkowatej śledziony wydają się być w dobrej kondycji fizycznej. Zauważyć można brak apetytu i wychudzenie, zaburzenia oddychania, biegunkę, niekiedy wypływającą z nozdrzy wydzielinę. Śmierć następuje w wyniku uduszenia, często jedynym objawem przed śmiercią ptaka są problemy z oddychaniem. Zwykle choroba dotyka bażanty w wieku od 3 do 8 miesięcy. Bażanty młodsze niż 4 tygodnie są chronione przez przeciwciała matczyne. Inkubacja MDS trwa kilka dni (6–10), w stadzie choroba trwa około trzech tygodni. Zazwyczaj przebieg choroby jest ostry.

## Zmiany anatomopatologiczne
W badaniu sekcyjnym widać charakterystyczny marmurkowaty wzór na śledzionie, którego występowanie spowodowane jest przez miejscową martwicę – zlewające się ze sobą obszary obumarłych tkanek mają szarawe zabarwienie. Śledziona jest powiększona, osiąga dwu- lub trzykrotność normalnego rozmiaru. Płuca również są powiększone i przekrwione. Niekiedy na nasierdziu pojawiają się krwawe wybroczyny. Rzadko donoszono o powiększeniu wątroby. Poprzez badanie histopatologiczne stwierdza się ciałka wtrętowe w płucach, wątrobie, nerkach, bursie Fabrycjusza i szpiku kostnym.

## Znaczenie dla hodowców
Choroba marmurkowatej śledziony może spowodować śmierć 2–10% osobników w stadzie. W razie wystąpienia epidemii zalecana jest izolacja chorych ptaków, zmniejszenie zagęszczenia i zapobieganie wtórnym infekcjom; działania te mogą przyczynić się do zmniejszenia śmiertelności. Możliwe jest stosowanie szczepień ochronnych. W Polsce dostępnym preparatem jest Dindoral, szczepionka przeciw MSD oraz krwotocznemu zapaleniu jelit indyków dopuszczony do obrotu w ramach importu równoległego. Mięso chorych bażantów jest niezdatne do spożycia.